# Susana González
Susana Alejandra González del Río (Calera de Víctor Rosales, Zacatecas, 2. listopada 1973.) je meksička glumica. Poznata je po svom talentu, ljepoti i ljupkosti.

## Životopis
Susana je kći Refugija Gonzáleza i njegove supruge Elvire te sestra Joséa Gonzáleza i Erice González.
Htjela je postati glumica još u djetinjstvu. U svom je rodnom gradu osvojila nagradu na natjecanju u ljepoti. Kad je napunila 18 godina dobila je stipendiju od glumačke akademije Televisa's, Centro de Educacion Artistica. 
U želji da postane glumica, preselila se iz Calere u Mexico City, uz veliki poticaj i podršku obitelji.
Susana je četiri godine bila u vezi s Eduardom Santamarinom, ali je prekinula s njim i započela novu vezu s Renatom Malojuverom. Rodila je sina Santiaga, 10. prosinca 2008. DNK istraživanje je otkrilo da Santiagov otac nije Renato, već Luis Elias. Tim je rezultatom čak i sama Susana bila iznenađena. 

## Karijera
Susana je u većini telenovela glumila dobru, ponekad i naivnu ženu, a često je bila i glavni ženski lik. Ipak, zapamćena je njezina uloga negativke u seriji Amigas y rivales.

## Filmografija
- Sentimientos Ajenos (1996.) - Norma
- María Isabel (1997.) - Elisa
- Preciosa (1998.) - Felina
- Cuento de Navidad (1999.) - Mini
- Rosalinda (1999.) - Luz Elena
- Amor Gitano (1999.) - Zokka
- Mujeres engañadas (1999.) - Ivette
- Rayito de luz (2000.)
- Amigas y rivales (2001.) - Angelina (Angela)
- Entre el amor y el odio (2002.) - Ana Cristina Robles
- Velo de novia (2003.) - Andrea Paz
- Corazones al límite (2004.) - Virginia
- El amor no tiene precio (2005.) - María Liz González
- Heridas de amor (2006.) - Liliana López-Reyna
- Pasión (2007.) - Camila Darién/Camila De Salamanca
- Los exitosos Pérez (2009.) - Alessandra Rinaldi